# Smølferne: Den hemmelige landsby
Smølferne: Den hemmelige landsby (eng. Smurfs: The Lost Village) er en amerikansk Computeranimation fantasyfilm fra 2017 baseret på tegneserien Smølferne af Peyo og tv-serien med samme navn. Skuespillerne og stemmeskuespillerne i filmen er Demi Lovato, Rainn Wilson, Joe Manganiello, Jack McBrayer, Danny Pudi, Michelle Rodriguez, Ellie Kemper, Ariel Winter, Meghan Trainor, Mandy Patinkin og Julia Roberts.

## Medvirkende

### Danske stemmer[2]
- Peter Secher Schmidt som Bagesmølf
- Mille Hoffmeyer Lehfeldt som Blomstersmølf
- Rasmus Krogsgaard som Brillesmølf
- Troells Walther Toya som Digtersmølf
- Oliver Berg som Flyvesmølf
- Thomas Mørk som Gammelsmølf
- Lars Ranthe som Gargamel
- Lars Knutzon som Gnavensmølf
- Katrine Greis-Rosenthal som Jadesmølf
- Mikkel Boe Følsgaard som Klodsetsmølf
- Liv Leman Brandorf som Liljesmølft
- Stine Stengade som Pilesmølft
- Gustav Salinas som Pyntesmølf
- Amin Jensen som Skæmtesmølf
- Gordon Kennedy som Sladresmølf
- Julie Zangenberg som Smølfine
- Peter Secher Schmidt som Speaker
- Danica Curcic som Stormsmølf
- Kenneth M. Christensen som Stærksmølf
- Sebastian Jessen som Vaskesmølf
- Mikkel Rugholm som Vindersmølf

### Engelske stemmer
- Demi Lovato som Smølfine
- Rainn Wilson som Gargamel
- Mandy Patinkin som Gammelsmølf
- Joe Manganiello som Stærksmølf
- Jack McBrayer som Klodsetsmølf
- Danny Pudi som Brillesmølf
- Julia Roberts som Pilesmølft
- Ellie Kemper som Blomstersmølf
- Michelle Rodriguez som Stormsmølf
- Ariel Winter som Liljesmølft
- Meghan Trainor som Melodismølf
- Jake Johnson som Gnavensmølf
- Gordon Ramsay som Bagesmølf
- Tituss Burgess som Pyntesmølf
- Gabriel Iglesias som Skæmtesmølf
- Jeff Dunham som Bondesmølf
- Kelly Asbury som Sladresmølf
- Alan Mechem som Forbipasserendesmølf
- Danik Thomas som Karatesmølf
- Patrick Ballin som Malersmølf og Larven Frank
- Bret Marnell som Snappy Bug
- Melissa Sturm som Jadesmølf
- Frank Welker som Azrael
- Dee Bradley Baker som Monty